# Ајрин (Јужна Дакота)
Ајрин (енгл. Irene) град је у америчкој савезној држави Јужна Дакота.

## Демографија
По попису из 2010. године број становника је 420, што је 12 (-2,8%) становника мање него 2000. године.
| Група             | 2000.       | 2010.       |
| Белци             | 431 (99,8%) | 413 (98,3%) |
| Афроамериканци    | 0 (0,0%)    | 0 (0,0%)    |
| Азијати           | 0 (0,0%)    | 1 (0,2%)    |
| Хиспаноамериканци | 0 (0,0%)    | 2 (0,5%)    |
| Укупно            | 432         | 420         |